# Steinsäule von Kilnasaggart
Die Steinsäule von Kilnasaggart (irisch Cill na Sagart, „Kirche der Priester“) steht in einer kleinen Einfriedung beim Weiler Jonesborough im Ó Fiaich Country unweit des Slieve Gullion im Süden von Armagh in Nordirland, nahe der Grenze zum County Louth in der Republik Irland.
Eine 2,8 m hohe Granitsäule (englisch Pillar Stone) markiert den ehemaligen Standort eines frühchristlichen Friedhofs, der an einer der frühen Hauptstraßen Irlands liegt. Die „Slighe Miodhluachra“ genannte Route verlief, anfangs in etwa der heutigen M1 folgend, von Drogheda im County Louth durch den Moyry Pass (Gap of the North) nach Dunseverick im County Antrim.
Die altirische Inschrift auf der Südostseite der Säule verzeichnet eine Widmung der Stele:
In loc so Taninmarni Ternoc mac Ceran Bic er cul Peter Apstel
„Dieser Ort wurde von Ternoc vermacht, dem Sohn von Ceran dem Kleinen unter dem Patronat des Apostels Petrus“
Der Tod Ternocs ist in den Annalen von Tigernach in den Jahren 714 oder 716 verzeichnet. Die Säule kann somit auf das 8. Jahrhundert datiert werden und ist der älteste datierbare Inschriftenstein Irlands. Auf der Seite der Inschrift sind außerdem noch drei griechische Kreuze eingeritzt. Auf der Rückseite sind es zehn, die meisten davon in Ringen. In den Jahren 1966 und 1968 erfolgte Ausgrabungen deckten nahe der Säule einen frühchristlichen Friedhof mit Stein- und Erdgräbern auf. Mehrere kleine Platten mit eingeschnittenen Kreuzen können als Grabsteine gedient haben.
In der Nähe liegt das mittelalterliche Moyry Castle (von 1601) und der Bullaun von Edenappa. Er unterscheidet sich etwas von den typischen hemisphericalen Eintiefungen anderer Bullauns. Er hat die Form einer Schüssel mit etwa 40 cm Durchmesser und ist 20 cm tief.